# Långtjärnarna (Edefors socken, Norrbotten, 732068-172625)
Långtjärnarna är en sjö i Bodens kommun i Norrbotten och ingår i Piteälvens huvudavrinningsområde.